# Дарвари (Прахова)
Дарвари (рум. Dârvari) насеље је у Румунији у округу Прахова у општини Ваља Калугареаска. Oпштина се налази на надморској висини од 114 m.

## Становништво
Према подацима из 2002. године у насељу је живело 608 становника, од којих су сви румунске националности.